# Boliche nos Jogos Pan-Americanos de 2003
As competições de boliche nos Jogos Pan-Americanos de 2003 foram realizadas em Santo Domingo, República Dominicana. Foi a quarta edição do esporte no evento, que foi disputado para ambos os sexos.

## Masculino

### Individual
| POSIÇÃO | FINAL                    | PONTUAÇÃO |
| ------- | ------------------------ | --------- |
|         | Daniel Falconi (MEX)     | 217,25    |
|         | Marcos Baeza (MEX)       | 212,92    |
|         | Bill Hoffman (USA)       | 212,67    |
| 4.      | Danyck Brière (CAN)      | 209,67    |
| 4.      | Jaime Andrés Gómez (COL) | 209,67    |
| 6.      | Diego Fernández (GUA)    | 205,92    |
| 7.      | Roberto Baranano (URU)   | 205,67    |
| 8.      | Arturo Hernandez (VEN)   | 205,33    |
| 9.      | Fabio Rezende (BRA)      | 203,42    |
| 10.     | Scott Pohl (USA)         | 201,25    |
| 11.     | José Méndez (GUA)        | 201,00    |
| 12.     | Rolando Sebelen (DOM)    | 200,92    |
| 13.     | Manuel Zambrano (PAN)    | 200,25    |
| 14.     | Luis Marrero (PUR)       | 199,17    |
| 14.     | Pedro Cardoza (VEN)      | 199,17    |
| 16.     | Jorge David Romero (COL) | 199,00    |
| 17.     | Hilton Núñez (DOM)       | 196,33    |
| 18.     | Jose Avendano (PAN)      | 195,42    |
| 19.     | Francisco Colon (PUR)    | 194,83    |
| 20.     | Walter Costa (BRA)       | 192,67    |
| 21.     | Lucas Legnani (ARG)      | 189,92    |
| 22.     | George Lambert (CAN)     | 188,67    |
| 23.     | Alejandro Reyna (CRC)    | 188,25    |
| 24.     | Juan Azar (ECU)          | 187,92    |
| 25.     | Luis Barquis (URU)       | 187,58    |
| 26.     | Antoine Jones (BER)      | 186,75    |
| 27.     | Steven Riley (BER)       | 183,92    |
| 27.     | Juan Araya (CHI)         | 183,92    |
| 29.     | Ruben Favero (ARG)       | 178,83    |
| 30.     | Mario Valverde (CRC)     | 178,33    |
| 31.     | Errol Brown (ARU)        | 175,67    |
| 32.     | José Zambrano (ECU)      | 175,17    |

### Duplas
| POSIÇÃO | FINAL                                                  | PONTUAÇÃO |
| ------- | ------------------------------------------------------ | --------- |
|         | USA Estados Unidos • Bill Hoffman • Scott Pohl         | 209,17    |
|         | CAN Canadá • Danyck Brière • George Lambert            | 203,79    |
|         | COL Colômbia • Jaime Andrés Gómez • Jorge David Romero | 203,21    |

## Feminino

### Individual
| POSIÇÃO | FINAL                         | PONTUAÇÃO |
| ------- | ----------------------------- | --------- |
|         | Shannon Pluhowsky (USA)       | 204,92    |
|         | Sofia Granda (GUA)            | 202,00    |
|         | Clara Guerrero (COL)          | 200,67    |
| 4.      | Margalit Mizrachi (VEN)       | 199,50    |
| 5.      | Adriana Pérez (MEX)           | 196,00    |
| 6.      | Sara Vargas (COL)             | 194,00    |
| 7.      | Maria Ramirez (CRC)           | 193,00    |
| 8.      | Illiana Lomeli (MEX)          | 192,83    |
| 9.      | Aumi Guerra (DOM)             | 190,00    |
| 10.     | Annie Henriquez (DOM)         | 187,42    |
| 11.     | Yoselin Garcia (PUR)          | 187,25    |
| 12.     | Michelle Ayala (PUR)          |           |
| 13.     | Stacy Werth (USA)             | 186,67    |
| 14.     | Dianne Ingham (BER)           | 186,08    |
| 15.     | Jennifer Willis (CAN)         | 185,42    |
| 15.     | Ghiselle Araujo (CRC)         | 185,42    |
| 17.     | Jacqueline Costa (BRA)        | 184,17    |
| 18.     | Laura Lanzavecchia (ARG)      | 183,50    |
| 19.     | Robin Crawford (CAN)          | 182,92    |
| 20.     | June Dill (BER)               | 181,08    |
| 21.     | Luiza Rocha (BRA)             | 179,00    |
| 22.     | Eloina Valle (HON)            | 178,42    |
| 23.     | Marta Quinteros (ARG)         | 176,50    |
| 24.     | Mirna Tabormina (CHI)         | 176,08    |
| 25.     | Ely Bennett (PAN)             | 175,17    |
| 26.     | Karen Holder (PAN)            | 172,25    |
| 27.     | Marina McClain (BAH)          | 172,00    |
| 28.     | Patricia Ciotti (VEN)         | 168,00    |
| 29.     | Renatha Arnold (ARU)          | 162,50    |
| 30.     | Maria Castillo (GUA)          | 161,92    |
| 31.     | Susette Croes (ARU)           | 158,67    |
| 32.     | Joanna Whiteside-Powell (BAH) | —         |

### Duplas
| POSIÇÃO | FINAL                                                    | PONTUAÇÃO |
| ------- | -------------------------------------------------------- | --------- |
|         | MEX México • Iliana Lomeli • Adriana Pérez               | 200,29    |
|         | USA Estados Unidos • Shannon Pluhowsky • Stacy Werth     | 196,46    |
|         | COL Colômbia • Sara Vargas • Clara Guerrero              | 195,92    |
| 4.      | PUR Porto Rico • Michelle Ayala • Yoselin Leon           | 190,96    |
| 5.      | CAN Canadá • Jennifer Willis • Robin Crawford            | 187,67    |
| 6.      | CRC Costa Rica • Maria Ramirez • Gishelle Araujo         | 186,63    |
| 7.      | BRA Brasil • Jacqueline Costa • Luiza Rocha              | 185,21    |
| 8.      | BER Bermudas • Diane Ingham • June Dill                  | 182,88    |
| 9.      | VEN Venezuela • Margalit Mizrachi • Patricia Ciotti      | 182,79    |
| 10.     | DOM República Dominicana • Aumi Guerra • Annie Henriquez | 180,88    |
| 11.     | PAN Panamá • Karen Holder • Ely Bennett                  | 171,50    |
| 12.     | GUA Guatemala • Sofia Granda • Maria Castillo            | 171,29    |
| 13.     | BAH Bahamas • Joanna Woodside • Marina McClain           | 169,21    |
| 14.     | ARG Argentina • Laura Lanzavecchia • Marta Quinteros     | 168,33    |
| 15.     | ARU Aruba • Renatha Arnold • Susette Croes               | 164,13    |

## Quadro de medalhas
| Posição | Nação              |   |   |   | Total |
| ------- | ------------------ | - | - | - | ----- |
| 1       | USA Estados Unidos | 2 | 1 | 1 | 4     |
| 2       | MEX México         | 2 | 1 | 0 | 3     |
| 3       | CAN Canadá         | 0 | 1 | 0 | 1     |
| 3       | GUA Guatemala      | 0 | 1 | 0 | 1     |
| 5       | COL Colômbia       | 0 | 0 | 3 | 3     |
| Total   | Total              | 4 | 4 | 4 | 12    |